# هنرى سينكرافين
هنرى سينكرافين (بالهولندية: Harry Sinkgraven)‏ (21 يناير 1966 بأسن في هولندا - ) هو مدرب كرة قدم ولاعب كرة قدم هولندي في مركز الوسط. لعب مع بي إي سي زفوله ونادي غرونينغن ونادي كامبور.

## روابط خارجية
- هنرى سينكرافين على موقع قاعدة بيانات كرة القدم.إي يو (الإنجليزية)
- هنرى سينكرافين على موقع عالم كرة القدم.نت (الإنجليزية)